# ハーリー・ステングリット
ハーリー・ステングリット（？－？）は第二次世界大戦の間SSの情報部局の一員である。
ステングリットはカリュイール＝エ＝キュイールでのジャン・ムーラン逮捕に関与したものとしてクラウス・バルビーの協力者である。彼は1948年8月2日にこちらの条件を尋問される。彼は1948年12月7日了解された新たなパリでいた。彼はアルディの訴訟で証言した。パリに至る前の進んだ保証にもかかわらず、彼は死刑囚であるが、懲役15年未満に恩赦を与えられた。
証人として出席している証言として、彼の証言はアルディの無罪に貢献した。ピエール・ピーンによれば、ステングリットとアルディは訴訟前に互いに協議されて、また、ステングリットはアルディが無罪を宣告された援助を約束に対して間違った証言を打ち明けたことを受け入れた。リディ・バスティアンはアルディのそれである以前に（ステングリットの）愛人であった。